# Embrafilme
Embrafilme' o Empresa Brasileira de Filmes S.A.' fue una Empresa mixta brasileña productora y distribuidora de películas cinematográficas.
Fue creado por el Decreto-Ley Nº 862 del 12 de septiembre de 1969, como Empresa Brasileira de Filmes Sociedade Anônima y vinculada al entonces Ministério da Educação e Cultura y como brazo del Instituto Nacional do Cinema (INC).  Mientras existió, su función fue promover la producción y distribución de películas brasileñas.  Embrafilme operó con un presupuesto anual promedio de alrededor de 12 millones de dólares estadounidenses, de los cuales entre 8 millones y 9 millones (70%) se invirtieron en la producción de películas. En las décadas de 1970 y 1980, las películas costaban entre 500 mil y 600 mil. La empresa estrenó un promedio de 25 películas por año. La empresa ayudó a poner en el mercado más de 200 películas brasileñas entre 1969 y 1990. En 1975, en el apogeo de las operaciones de Embrafilme, Brasil contaba con 3.276 salas de cine y un total de 275 millones de entradas vendidas. En 1995, sin la agencia, había 1.033 cines y 85 millones de entradas vendidas.  El 70% de sus acciones eran propiedad del Gobierno y el resto de otras entidades y socios minoritarios, entre ellos el productor Luiz Carlos Barreto. Los directores de la empresa eran los cineastas Roberto Farias, Gustavo Dahl, Celso Amorim y Carlos Augusto Machado Calil. 
A finales de la década de 1980, hubo una fuerte campaña de oposición a la empresa acusada de clientelismo, despilfarro y mala gestión. La intención era convencer a la opinión pública de que el cine no debía ser competencia estatal. Diversos factores han sido señalados para justificar el declive de Embrafilme, desde la reducción de la capacidad de inversión del Estado brasileño ante la crisis del petróleo; la dolarización de las actividades cinematográficas en el país; el progreso técnico del cine estadounidense y su mayor agresividad en la conquista de mercados en América Latina; la fuerte caída de las audiencias con la difusión de los aparatos de videocasete, entre muchos otros.
Fue suprimida el 16 de marzo de 1990, sin que se abriera ningún proceso administrativo o debate público que pudiera reorientar su misión y estrategia, por el Programa Nacional de Privatización (PND), del gobierno de Fernando Collor de Mello. Cuando se publicó el decreto de extinción, Embrafilme estaba en vísperas del publicitado estreno de la película Dias Melhores Virão, dirigida por Cacá Diegues. 
En 2009, la Confecom (Conferencia Nacional de Comunicación), convocada por el presidente Luiz Inácio Lula da Silva, tenía como objetivo formular propuestas para una política nacional de comunicación, reuniendo las propuestas para el sector ya producidas en círculos sindicales y académicos. La lista incluía la vuelta de la empresa estatal Embrafilme. La propuesta fue rechazada por los cineastas, que propusieron otras alternativas.
Actualmente, las funciones de regulación y fiscalización de la extinta Embrafilme son ejercidas por Ancine. La función de distribuidora quedó en manos de la iniciativa privada. En la actualidad, el incentivo estatal a la producción cinematográfica brasileña es la Lei do Audiovisual, y por avisos públicos, promovidos por la propia Ancine, Petrobras y el BNDES.